# Agrostis quinqueseta
Agrostis quinqueseta är en gräsart som först beskrevs av Ernst Gottlieb von Steudel, och fick sitt nu gällande namn av Ferdinand von Hochstetter. Agrostis quinqueseta ingår i släktet ven, och familjen gräs. Inga underarter finns listade i Catalogue of Life.